# Luçac (Alta Viena)
Luçac (en francès Lussac-les-Églises) és un municipi francès situat al departament de l'Alta Viena i a la regió de la Nova Aquitània.

## Demografia
| 1962                                       | 1968 | 1975 | 1982 | 1990 | 1999 | 2006 | 2007 | 2008 |
| ------------------------------------------ | ---- | ---- | ---- | ---- | ---- | ---- | ---- | ---- |
| 840                                        | 912  | 838  | 818  | 699  | 588  | 496  | 498  | 496  |
| Des de 1962: població sense dobles comptes |      |      |      |      |      |      |      |      |

## Administració
| Període    | Identitat       | Partit |
| ---------- | --------------- | ------ |
| 1944- 1965 | Auguste Barlier |        |
| 1965- 1971 | Fernand Petolon |        |
| 1971-1989  | Andrée Peyretou |        |
| 1989-1995  | Odette Belicot  |        |
| 1995-2001  | Daniel Guignard |        |
| 2001-      | Gilles Dupuis   |        |